# Convenção sobre a Vida Selvagem e os Habitats Naturais na Europa

Mapa dos estados que ratificaram a convenção

A Convenção sobre a Vida Selvagem e os Habitats Naturais na Europa, ou simplesmente Convenção de Berna, tem como objetivo a conservação da flora e fauna selvagens e os seus habitats naturais, em particular as espécies e os habitats cuja conservação exija a cooperação de diversos Estados. Foi assinada na cidade de Berna em 19 de setembro de 1979. A Convenção entrou em aplicação, após cinco ratificações, a 1 de junho de 1982.

## Historial
A "Convenção sobre a Vida Selvagem e os Habitats Naturais na Europa" foi assinada durante a 3.ª Conferência Europeia de Ministros do Ambiente, tendo como signatários iniciais um grupo de nove Estados da Europa, entre os quais Portugal, e a então Comunidade Económica Europeia.
Aberto para adesão a partir dessa data, atualmente cerca de 45 Estados, para além da União Europeia, são considerados Partes Contratantes da Convenção de Berna. A Convenção estabeleceu a sua sede na cidade de Estrasburgo.
Em Portugal a aprovação para ratificação da Convenção de Berna foi feita pelo Decreto n.º 95/81, de 23 de julho, e os seus princípios foram integrados no direito interno português pelo Decreto-Lei n.º 316/89, de 22 de Setembro (posteriormente alterado pelo Decreto-Lei n.º 196/90, de 18 de junho).